# Magnus I. (Braunschweig-Wolfenbüttel)
Magnus I., genannt „der Fromme“ (* 1304; † 1369), aus der Familie der Welfen, war von 1345 bis 1369 Herzog des Fürstentums Braunschweig-Wolfenbüttel.

## Leben
Magnus war ein Sohn Albrechts II., Herzog von Braunschweig-Lüneburg und zugleich von 1268 bis 1318 Fürst von Braunschweig-Wolfenbüttel, und dessen Ehefrau Rixa von Werle. Nach dem Tod Albrechts übernahm Otto der Milde bis zu seinem Tod 1344 das Herzogtum Braunschweig-Lüneburg.
Danach teilten es seine Brüder Ernst und Magnus untereinander auf. Ernst erhielt das Fürstentum Göttingen und Magnus das Fürstentum Braunschweig-Wolfenbüttel, welches er bis zu seinem Tod 1369 regierte. Diese Teilung ist für das Herzogtum Braunschweig deshalb von Bedeutung, weil es das erste Mal in der Geschichte des Landes von einem eigenen Herzog geführt wurde.
Doch Calvörde mit der Burg Calvörde wurden an adligen Familien für längere Zeit ausgehändigt.
1327 heiratete Magnus I. Sophie aus dem Hause der Askanier; diese war seitens ihrer Mutter Nichte des Wittelsbacher Kaisers Ludwig von Bayern, weshalb sie Erbanspruch auf die Mark Landsberg hatte.
Mit dem Tod des letzten askanischen Markgrafen von Brandenburg, trat Ludwig der Bayer das Erbe an. Otto der Milde von Braunschweig hatte nach einem Erbvergleich mit Ludwig dem Bayer eine Anzahl altmärkischer Städte zugesichert bekommen. Später wurde eine neue Abmachung getroffen, nach der nach dem Tode Ottos und Agnes’, die Altmark komplett an Ludwig zurückfallen solle. Ludwig suchte Anhang unter der altmärkischen Ritterschaft zu gewinnen. Darunter war auch die Stadt Braunschweig. Nach dem Tode der Herzogin Agnes, wurden die Fehden zwischen Ludwig und Otto dem Milden größer, er sah, dass die altmärkische Ritterschaft hinter Ludwig stand. Er verzichtete auf das Erbe gegen 3000 Silber Mark. 1345 beschwerte sich Ludwig, dass Albert von Alvensleben die Burg Calvörde samt dem Marktflecken Calvörde genommen und noch 5 Dörfer dazu zerstört habe. Albert handelte im Auftrage des neuen Braunschweiger Herzogs Magnus des Frommen, der Erbansprüche auf Calvörde und der Linderburg stellte. Die Fehden spitzten sich zu und es kam 1347 zur Schlacht, in der Magnus der Fromme geschlagen wurde.
Im Jahr 1367 unterlag Magnus I. dem Bischof von Hildesheim Gerhard von Berg in der Schlacht von Dinklar, nachdem er plündernd auf das Gebiet des Hochstift Hildesheim vorgedrungen war. (1365–1398).
Nach seinem Tod übernahm Magnus II., genannt „Torquatus“, das Fürstentum Braunschweig-Wolfenbüttel bis 1373.

## Nachkommen
Im Jahre 1327 heiratete er Sophie von Brandenburg (1300–1356), eine Tochter von Heinrich I. von Brandenburg. Das Paar hatte folgende Kinder:
- Mathilde († vor 28. Juni 1354); ⚭ (1339) Fürst Bernhard III. von Anhalt-Bernburg († 20. August 1348)
- Magnus II. (Braunschweig-Lüneburg) (1328–1373), gen. Torquatus (mit der Kette); ⚭ Katharina von Anhalt-Bernburg († 30. Januar 1390), Tochter des Fürsten Bernhard III. (Anhalt) († 1348) und Agnes von Sachsen-Wittenberg († 4. Januar 1338)
- Albert II. von Braunschweig-Lüneburg († 14. April 1395), Erzbischof von Bremen
- Heinrich († nach 28. Januar 1382), Domherr in Hildesheim und Halberstadt
- Otto († 16. Januar 1339)
- Ludwig I. (Braunschweig-Lüneburg) (* vor 1349; † 5. November 1367); ⚭ Mechtild von Braunschweig-Lüneburg († vor 16. Mai 1410), Tochter des Herzogs Wilhelm II. von Braunschweig-Lüneburg († 23. November 1369) und Hedwig von Ravensberg (* vor 1315; † 5. Dezember 1334)
- Agnes (* (1343); † 1404); ⚭ (vor 5. Januar 1364) Graf Heinrich VII. von Hohnstein († 1408)
- Sophie (* um 1340; † um 1394); ⚭ Graf Diedrich V. von Hohnstein (* um 1306; † 1379)
- Ernst († (16./26.) Februar 1385)